# Долгова, Ксения Ивановна
Ксения Ивановна Долгова (14 января 1913 — 2 ноября 1984) — передовик советского сельского хозяйства, звеньевая колхоза имени К. Цеткин Кошкинского района Куйбышевской области, Герой Социалистического Труда (1948).

## Биография
Родилась 14 января 1913 года в селе Новый Колмаюр Самарского уезда Самарской губернии в крестьянской семье. Чувашка.
С 1935 года работала в колхозе имени Клары Цеткин (позднее колхоз "Родина", а ныне ЗАО "Кошкинское").
В 1947 году за её звеном был закреплён 71 гектар земли. Вся площадь была вспахана под зябь. На 18 гектарах были внесены удобрения и проведена трёхкратная прополка, остальная площадь была прополота звеном дважды. В результате был получен высокий урожай зерновых. В среднем 16,33 центнера пшеницы с гектара на площади в 47 гектаров, из них на 9 гектарах по 32,29 центнера. С остальной площади было собрано по 18 центнеров ржи, из них на 8,5 гектарах урожай составил по 30,48 центнеров. 
Указом Президиума Верховного Совета СССР от 26 февраля 1948 года за получение высокого урожая пшеницы в 1947 году Ксении Ивановне Долговой было присвоено звание Героя Социалистического Труда с вручением ордена Ленина и медали «Серп и Молот».
Этим же Указом звание Героя Социалистического Труда было присвоено её снохе Вере Долговой.
Избиралась депутатом областного Совета депутатов Куйбышевской области.
Последние годы жизни проживала селе Большая Константиновка Кошкинского района. Умерла 2 ноября 1984 года. Похоронена на сельском кладбище.

## Награды
- золотая звезда «Серп и Молот» (26.02.1948)
- орден Ленина (26.02.1948)
- другие медали.